# Кортино (Ђенова)
Кортино је насеље у Италији у округу Ђенова, региону Лигурија.
Према процени из 2011. у насељу је живело 101 становника. Насеље се налази на надморској висини од 470 м.